# Vuelta a Burgos 2008
La XXX Vuelta a Burgos se disputó entre el 5 y el 9 de agosto de 2008 con un recorrido de 802 km dividido en 5 etapas, con inicio en Medina de Pomar y final en las Lagunas de Neila. 
La prueba perteneció al UCI Europe Tour de los Circuitos Continentales UCI, dentro de la máxima categoría para vueltas de varias etapas: 2.HC.
Tomaron parte en la carrera 18 equipos. Los 3 equipos españoles de categoría UCI ProTeam (Caisse d'Epargne, Euskaltel-Euskadi y Sunier Duval-Scott); los 4 de categoría Profesional Continental (Xacobeo Galicia, Andalucía-CajaSur y Contentpolis-Murcia, Extremadura-Ciclismo Solidario); y los 2 de categoría Continental (Burgos Monumental y Orbea). En cuanto a representación extranjera, estuvieron 9 equipos: los UCI ProTour del Astana, Quick Step, Rabobank, Team Milram, Ag2r-La Mondiale, y Française des Jeux; y los Profesionales Continentales del Tinkoff Credit Systems, Acqua & Sapone y Mitsubishi-Jartazi. Formando así un pelotón de 143 ciclistas, con 8 corredores cada equipo (excepto el Française des Jeux que salió con 7), de los que acabaron 116.
El ganador final fue Xabier Zandio. Le acompañaron en el podio Íñigo Landaluze y Walter Pedraza respectivamente.
En las clasificaciones secundarias se impusieron Juan José Cobo (montaña), Yauheni Hutarovich (regularidad), Chistophe Edaleine (metas volantes) y Caisse d'Epargne (equipos).

## Etapas
| Etapa     | Fecha       | Recorrido                             | Km  | Ganador                   | Líder           |
| --------- | ----------- | ------------------------------------- | --- | ------------------------- | --------------- |
| 1.ª etapa | 5 de agosto | Medina de Pomar-Villarcayo            | 150 | Andrei Kunitski           | Andrei Kunitski |
| 2.ª etapa | 6 de agosto | Belorado-Miranda de Ebro              | 186 | Yauheni Hutarovich        | Andrei Kunitski |
| 3.ª etapa | 7 de agosto | Melgar de Fernamental-Burgos          | 149 | Koldo Fernández de Larrea | Andrei Kunitski |
| 4.ª etapa | 8 de agosto | Burgos-Aranda de Duero                | 162 | Yauheni Hutarovich        | Andrei Kunitski |
| 5.ª etapa | 9 de agosto | Vilviestre del Pinar-Lagunas de Neila | 155 | Juan José Cobo            | Xabier Zandio   |

## Clasificaciones finales
| \| 1. \| Xabier Zandio \| 18h 42' 57" \| \| 2. \| Íñigo Landaluze \| + 12" \| \| 3. \| Walter Pedraza \| + 29" \| \| 4. \| Julien Loubet \| + 1' 23" \| \| 5. \| Ezequiel Mosquera \| + 1' 27" \| \| 6. \| Juan José Cobo \| + 1' 29" \| \| 7. \| Manuel Vázquez \| + 1' 38" \| \| 8. \| Andrei Kunitski \| + 1' 41" \| \| 9. \| Daniel Moreno \| + 1' 47" \| \| 10. \| Stefano Garzelli \| + 1' 51" \| |                   |             |
| 1. | Xabier Zandio     | 18h 42' 57" |
| 2. | Íñigo Landaluze   | + 12"       |
| 3. | Walter Pedraza    | + 29"       |
| 4. | Julien Loubet     | + 1' 23"    |
| 5. | Ezequiel Mosquera | + 1' 27"    |
| 6. | Juan José Cobo    | + 1' 29"    |
| 7. | Manuel Vázquez    | + 1' 38"    |
| 8. | Andrei Kunitski   | + 1' 41"    |
| 9. | Daniel Moreno     | + 1' 47"    |
| 10. | Stefano Garzelli  | + 1' 51"    |

| \| 1. \| Juan José Cobo \| 46 p. \| \| 2. \| Diego Gallego \| 43 p. \| \| 3. \| Daniel Moreno \| 41 p. \| |                |       |
| 1. | Juan José Cobo | 46 p. |
| 2. | Diego Gallego  | 43 p. |
| 3. | Daniel Moreno  | 41 p. |

| \| 1. \| Yauheni Hutarovich \| 66 p. \| \| 2. \| Stefan van Dijk \| 42 p. \| \| 3. \| Manuel Vázquez \| 35 p. \| |                    |       |
| 1. | Yauheni Hutarovich | 66 p. |
| 2. | Stefan van Dijk    | 42 p. |
| 3. | Manuel Vázquez     | 35 p. |

| \| 1. \| Chistophe Edaleine \| 13 p. \| \| 2. \| Ignacio Sarabia \| 12 p. \| \| 3. \| Francisco José Martínez \| 10 p. \| |                         |       |
| 1. | Chistophe Edaleine      | 13 p. |
| 2. | Ignacio Sarabia         | 12 p. |
| 3. | Francisco José Martínez | 10 p. |

| \| 1. \| Caisse d'Epargne \| 59h 9' 21" \| \| 2. \| Contentpolis-Murcia \| + 4' 49" \| \| 3. \| Burgos Monumental-Castilla y León \| + 6' 20" \| |                                   |            |
| 1. | Caisse d'Epargne                  | 59h 9' 21" |
| 2. | Contentpolis-Murcia               | + 4' 49"   |
| 3. | Burgos Monumental-Castilla y León | + 6' 20"   |